# Диамантину
Диамантину (порт. Diamantino) — муниципалитет в Бразилии, входит в штат Мату-Гросу. Составная часть мезорегиона Север штата Мату-Гроссу. Входит в экономико-статистический микрорегион Паресис. Население составляет 20 486 человек на 2006 год. Занимает площадь 7630,212 км². Плотность населения — 2,7 чел./км².

## История
Город основан в 1729 году.

## Статистика
- Валовой внутренний продукт на 2003 год составляет 356 702 862,00 реалов (данные: Бразильский институт географии и статистики).
- Валовой внутренний продукт на душу населения на 2003 год составляет 18 187,99 реалов (данные: Бразильский институт географии и статистики).
- Индекс развития человеческого потенциала на 2000 год составляет 0,788 (данные: Программа развития ООН).